# Титан (спътник)
Вижте пояснителната страница за други значения на Титан.
Титан е най-големият спътник на Сатурн и втори по големина в Слънчевата система след Юпитеровия Ганимед. Планетата Меркурий е по-малка от Титан.

## Откриване
Титан е открит на 25 март 1655 г. от холандеца Кристиян Хюйгенс. Наречен е на титаните – великани от гръцката митология, сестри и братя на Кронос (гръцкият Сатурн). Това име, както и названията на още 7 сатурнови спътника, е предложено за пръв път от сина на откривателя на Уран Уилям Хершел – Джон Хершел – в една негова публикация през 1847 г. (Резултати от Астрономическите наблюдения извършени на нос Добра надежда). Преди Титан е бил наричан Сатурновият спътник на Хюйгенс или Шестият спътник на Сатурн.

## Наблюдаване от Земята
Титан има видима яркост, варираща между +7,9 и +8,7 в зависимост от разстоянието до Земята. Орбитата му е почти кръгова и е отдалечена от Сатурн на около 20 сатурнови радиуса. Може да бъде наблюдаван с малък телескоп (с поне 5 cm диаметър) или силен бинокъл. Дискът му достига диаметър от 0,8".

## Физически характеристики
Титан е по-голям от Меркурий (но е значително по-лек) и е вторият по големина естествен спътник в Слънчевата система след Ганимед. Поради гъстата си атмосфера, отразяваща значително количество светлина, за Титан преди време се е смятало, че е по-голям от Ганимед. Титан е по-голям и по-масивен от Плутон.
Титан има строеж, подобен на Ганимед, Калисто, Тритон и вероятно Плутон. Съставен е от приблизително 50% лед и 50% скален материал. За скалното ядро се счита, че е с диаметър от 3400 km и е покрито от няколко слоя от лед с различна кристална структура. Ядрото му може би е с висока температура. Поради значителните си размери Титан е най-плътният спътник в сатурновата система.

### Атмосфера
Титан е единственият спътник, имащ значителна атмосфера. Тя е открита от Герард Кайпер през 1944 г. чрез използване на спектрография и е установено наличие на метан с налягане от 100 милибара. През 1979 г. спътникът е изследван от апаратите по програмата Вояджър и резултатите показват атмосфера с 50% по-голямо налягане от земната. Горният слой на атмосферата е непрозрачен и напълно скрива повърхността, на която се счита, че съществуват сравнително малки по размери басейни от течен етан.
Атмосферата на спътника се състои от 94% азот с около 6% метан и примеси от други въглеводороди и органични съединения (като бензен, етан, диацетилен, метилацетилен, цианоацетилен, ацетилен и пропан) както и въглероден диоксид и монооксид, цианоген, водороден цианид и хелий. За тези съединения се счита, че се формират в горните слоеве на атмосферата на Титан под въздействието на слънчевата ултравиолетова радиация, която разгражда метана и поражда гъстите оранжеви облаци. Титан няма собствено магнитно поле и понякога орбитата му е извън магнитосферата на Сатурн, излагайки спътника на директното въздействие на слънчевия вятър, който отнася в междупланетното пространство част от молекулите на атмосферата.

### Повърхност
На повърхността температурата е около 94 K, която е твърде ниска за сублимация на леда и поради тази причина водни пари отсъстват от атмосферата. В ниските слоеве на атмосферата се наблюдават разпръснати облаци, съставени главно от метан и етан.
Дебелата атмосфера на Титан е непрозрачна и отразява голяма част от слънчевата светлина обратно в космоса. Затова спускаемият апарат Хюйгенс не е могъл да определи положението на Слънцето. Счита се, че и Сатурн също не е видим от повърхността на спътника. Според данните, събрани от Хюйгенс, на Титан се наблюдават периодични валежи от течен метан и други органични съединения, които се стичат по повърхността, образувайки реки. Възможно е на повърхността да се съдържа слой от органични съединения, наречени толини, но за това липсват доказателства. Наличието на аргон-40 в атмосферата сочи за наличието на криовулканизъм с изригвания от лед и амоняк.
През септември 2004 г. апаратът Касини-Хюйгенс снима светли облаци в областта на южния полюс на спътника, чийто състав все още обаче остава загадка. Подобно на Венера, атмосферата на Титан се върти значително по-бързо от повърхността.

#### Топография
Съставените към 2005 г. карти на повърхността на Титан показват редуване на светли и тъмни терени, като се очертава светлата област, наречена Ксанаду с големина приблизително колкото Австралия. Ксанаду е открита при изследвания в инфрачервения диапазон от телескопа Хъбъл и апарата Касини-Хюйгенс, но нейният състав е неизвестен. Наблюдения на Касини-Хюйгенс показват наличието на линейни черти на повърхността на спътника, за които някои учени считат, че са причинени от тектонична активност.
При близките си подходи към Титан, апаратът използва радар със синтетична апертура за алтиметрия (определяне височината на повърхността) и съставя на карти на части от повърхността на спътника. Резултатите разкриват сложна геология, съставена от гладки и набраздени части от повърхността. Данните сочат за наличие на криовулканизъм – вероятно изригвания на вода, примесена с течен амоняк. Наблюдават се още черти, за които се смята, че са причинени от натрупвания на частици вследстие на ветрове, както и кратери, запълнени с течни въглеводороди, вероятно чрез валежи. За изследваната повърхност в областта на северния полюс на Титан е характерен изключително равният терен с вертикални отклонения не повече от 50 метра.
По време на близкия подход на Касини към Титан на 26 октомври 2004 г. беше разкрита повърхност покрита с много малко кратери и разделена на светли и тъмни ивици, показваща младата възраст на повърхността и терен вероятно породен от валежи на въглеводороди или вулканизъм. По време на друг преход на 15 февруари 2005 г. беше разкрит кратер с диаметър от 440 km с концентрични набръчквания вследствие на удара и един по-малък и по-гладък кратер с диаметър от 60 km. Бяха открити и паралелни светли и тъмни ивици за които се предполага че са богати на лед или въглеводороди пясъчни дюни.
Спускаемият апарат Хюйгенс снима светли хълмове със стичащи се по склоновете им тъмни „реки“ към тъмна равнина. Смята се, че хълмовете се сътоят от лед, а тъмният цвят на реките и равнините се придава от валежите от органични съединения.

#### Течност на Титан
Към края на 2007 г. данните от над 30 облитания на Титан, показва, че северният полюс е осеян с гигантски езера и морета. Около 60% от северния полюс на Титан (над 60º) е картографиран от радара на Касини. 15% от картографираната повърхност представлява около 400 езера. 70% са големи, надвишаващи 26 000 km2.
Най-голямото е 100 000 km2 (малко по-малко от площта на България), а най-малкото е 1 km2.
Касини открива също и морето Кракен с площ от около 400 000 km².

#### Вулканизъм
На Титан се наблюдават вулкани. Предполага се, че коритата на новооткритите езера са рухнали кратери на вулкани. Вулканите на Титан са предимно криогенни – те бълват изключително студен течен метан, етан и амоняк. Някои учени предполагат изхвърлянето и на течна вода, разтопена от химични процеси, но тя би била с примеси от органични вещества. Криовулканите са причина за презареждането на атмосферата на Титан. Предполага се, че може да има и вулкани, бълващи магма, но това е малко вероятно.

#### Мястото на кацане на апарата Хюйгенс
На снимката вдясно са видни два ледени блока, по-големият от които вляво е голям около 15 cm, а централният е около 4 cm на разстояние от 85 cm от апарата. За овалната форма на обектите се предполага, че е вследствие на ерозия под въздействието на валежи и други повърхностни явления. За повърхностния материал като цяло се счита, че се е съставен от въглеводороди с атмосферен произход.
Виж още списък на обекти на Титан.

### Изследване
Титан е бегло проучен по време на мисиите на сондите „Вояджър“, които минават в близост до него по пътя им към пределите на Слънчевата система.
На 15 октомври 1997 г. от военовъздушната база в Кейп Канаверъл в САЩ е изстрелян апаратът Касини-Хюйгенс – съвместен проект на европейската, американската и италианската космическа агенция, за изследване в подробности на Сатурн и неговия спътник Титан. Апаратът влиза в орбита около Сатурн през юни 2004 г. и за първи път се сбижава с Титан през октомври същата година. На 25 декември 2004 г. (3 седмици преди следващия си близък подход), от орбиталния модул на „Касини“ се отделя спускаемият модул „Хюйгенс“, който впоследствие се спуска през гъстата атмосфера на Титан и достига повърхността му на 14 януари 2005 г. Батериите на спускаемия апарат работят в продължение на 3 часа вместо плануваните 2, което позволява изпращането на допълнителна телеметрия към Земята и към орбиталния модул. Един от двата комуникационни канала между „Касини“ и „Хюйгенс“ не е активиран поради програмна грешка и голяма част от данните от инструмента, измерващ интензивността на ветровете в атмосферата на Титан са загубени.

## Титан и обществото
Титан е популярно място в научнофантастичните романи.

### Титан във фантастиката
- 1935 г. – Разказът на Стенли Уайнбаум Полет до Титан
- 1954 г. – Романът на Алан Нурс Неприятности на Титан
- 1959 г. – Романът на Кърт Вонегът Сирените на Титан
- 1963 г. – Романът на Филип Дик Играчите на Титан
- 1976 г. – Романът на Артър Кларк Имперска Земя. Титан е дом на човешка колония с население от 250000 и играе важно място в икономиката на Слънчевата система. Гориво за междупланетни полети бива добивано от водорода в атмосферата на спътника.
- 1983 г. – Романът Джеймс Хоугън Code of the Lifemaker
- 1986 г. – Романът на Станислав Лем Фиаско съдържа няколко глави развиващи се на Титан и един от героите замръзва на повърхността за няколко стотици години.
- 1997 г. – Романът на Стивън Бакстър Титан. Мисия на НАСА се бори за оцеляването си след неуспешно кацане на Титан.
- 2000 г. – Романът на Майкъл Маккалъм Облаците на Сатурн (ISBN 0-7408-0528-2)
- Романът на Тревор Марк Разбити надежди. Титан е центъра на извънземна цивилизация която се стреми да унищожи Земята.

### Титан в киното и телевизията
- 2013 г. – Във филма Забвение Титан е спътникът на който човечеството е „избягало“ и се е установило.
- 1997 г. – Във филма Гатака Титан е целта на космическата експедиция в която участва главния герой.
- 1985 г. – Във филма на ужасите Същество Титан е използван от извънземна цивилизация за склад на същества от цялата галактика.
- 2012 г. – В сериала Еврика учените подготвят експедиция от 20 души до Титан.